# 沟顶长蝽属
沟顶长蝽属（学名：Holcocranum）为杆长蝽科的一个属。

## 下属物种
本属包括以下物种：
- 沟顶长蝽 Holcocranum diminutum Horvath, 1898
- Holcocranum saturejae (Kolenati, 1845)